# Belvedère (Oranjewoud)
De Belvedère van Oranjewoud is een belvedère in het Parkgebied Oranjewoud ten oosten van Heerenveen.

## Geschiedenis
Andreas Willem Tjaarda liet in 1917 op de ‘Berg van Brongerga’, een klein heuveltje van bijna tien meter hoog, een houten uitkijktoren bouwen. Later werd dit gebied ‘Tjaarda’s Bos’ genoemd. In 1924 werd deze constructie wegens bouwvalligheid vervangen door een toren van gewapend beton. Deze werd vervaardigd door de firma Boltje en Buwalda uit Heerenveen, die ook de betonnen klokkenstoel van Luinjeberd uit 1921 had gebouwd.

## Bouwwerk
De achtkante uitkijktoren heeft negen trappen van twaalf treden en een hoogte van achttien meter. Met de hoogte van het heuveltje erbij opgeteld is de ooghoogte van een persoon op de toren bijna dertig meter boven het maaiveld. Ook deze toren raakte in verval, maar in plaats van sloop werd de belvedère na zeventig jaar gerestaureerd. Er is ook een oriëntatietafel, maar de afbeelding voor de oriëntatie ontbreekt nu. De naam ‘Belvedère’ werd ook gegeven aan Museum Belvédère.

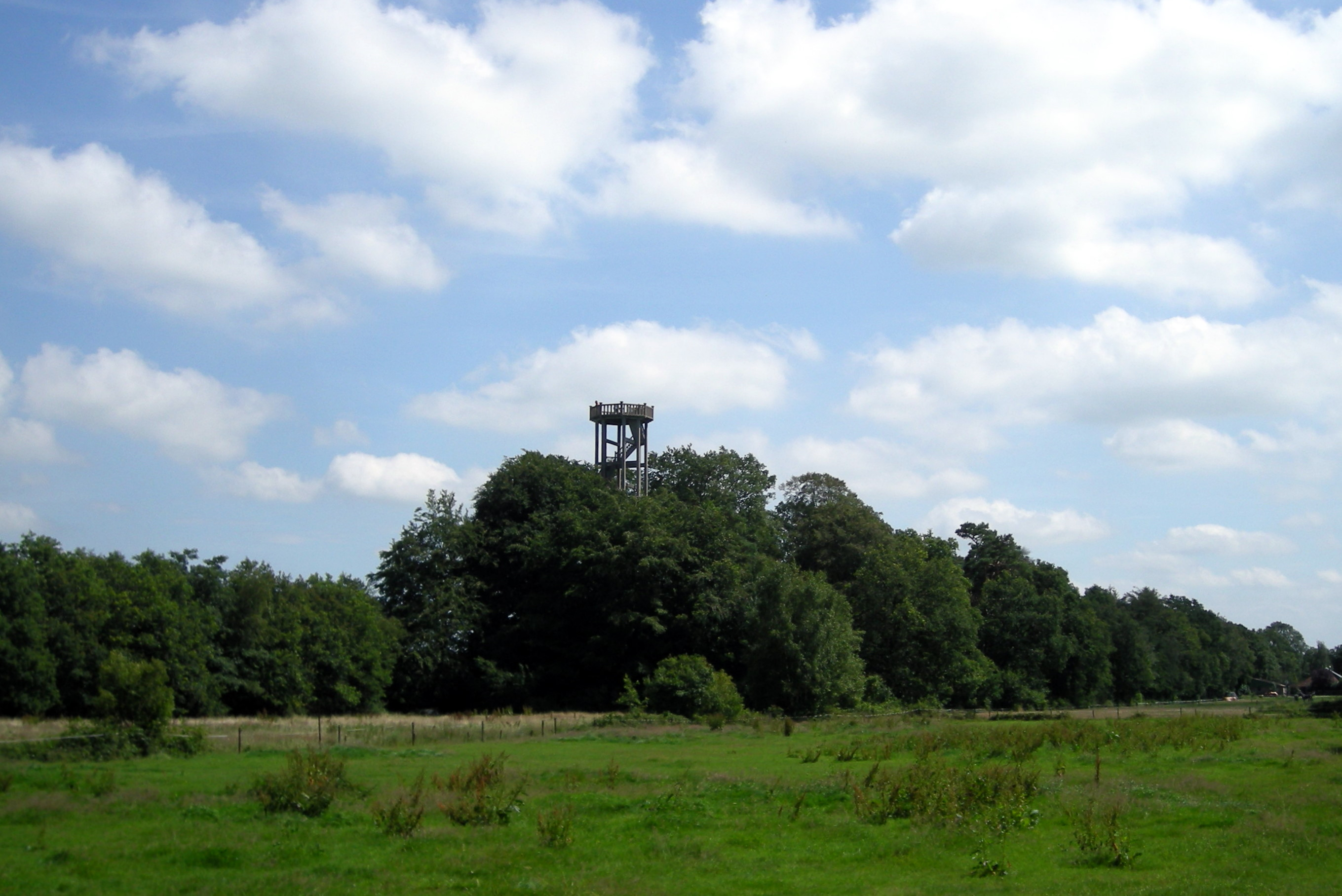
Omgeving van de belvedère
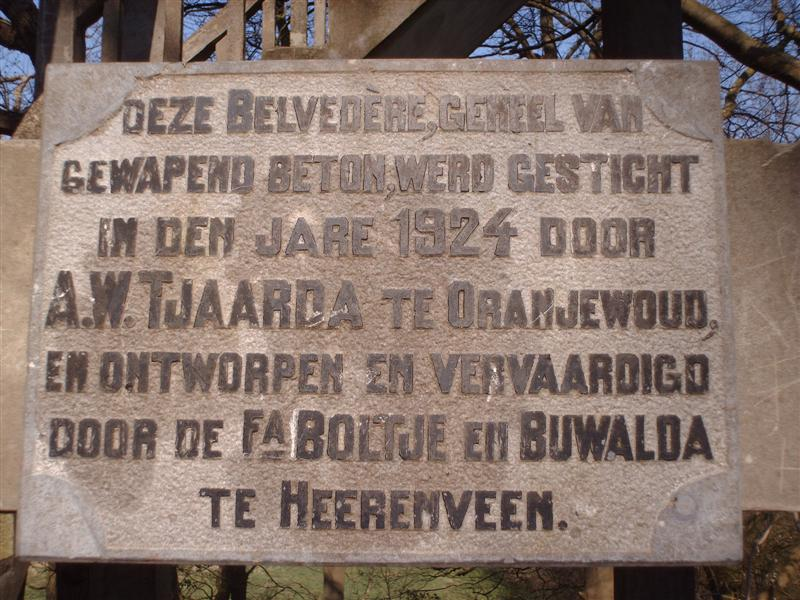
plaquette belvedère
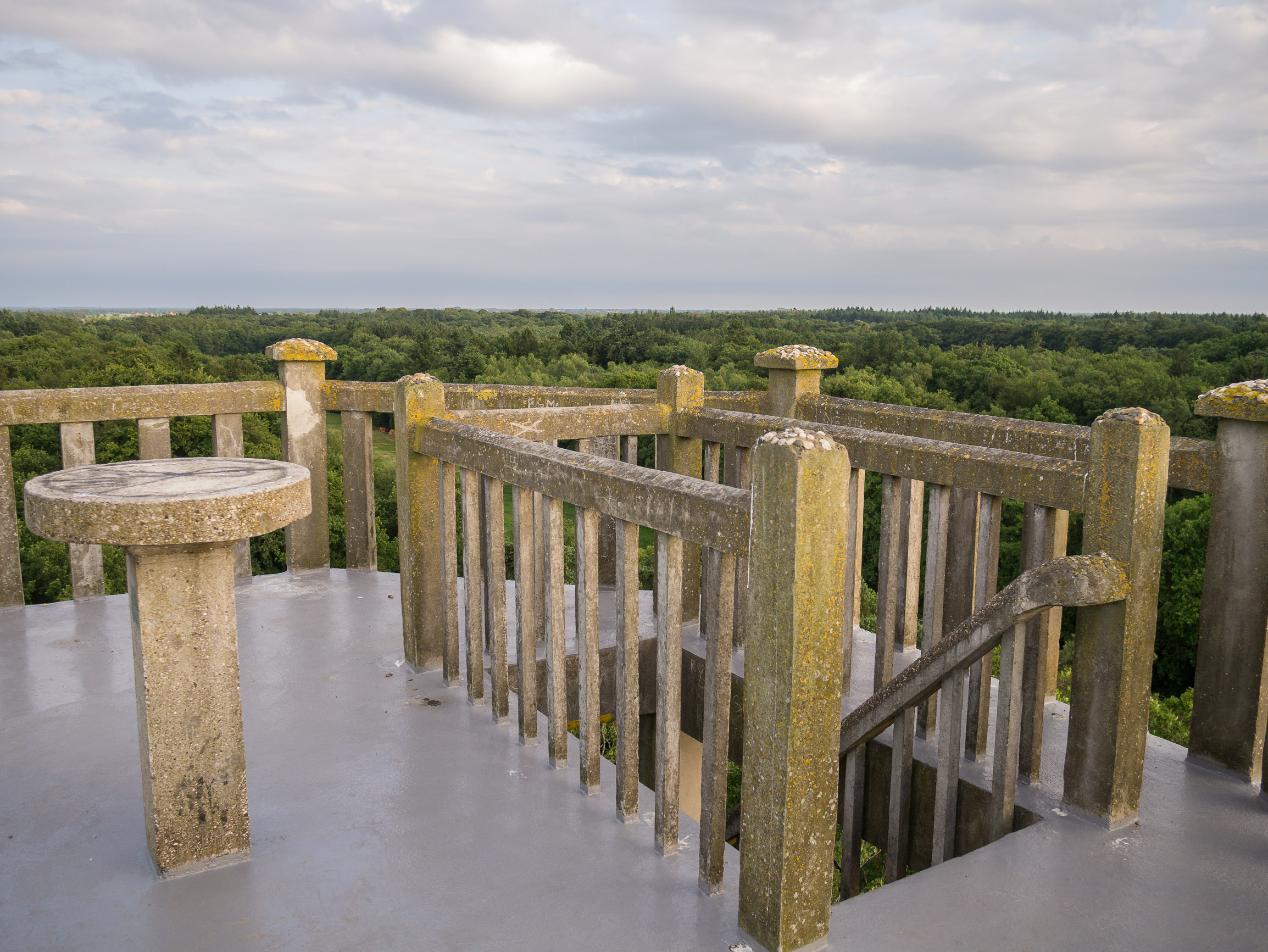
Boven op de toren, uitzicht